# Urquinaona (metrostation)
Urquinaona is een metrostation in het district Eixample in Barcelona, Spanje en wordt aangedaan door de TMB lijnen L1 en L4. Dit is een van de metrostations die het dichtst bij het centrum van de stad ligt en ligt onder Ronda de Sant Pere en de Via Laietana, naast het Plaça Urquinaona, waar het naar vernoemd is. Het is in 1926 geopend als deel van de vroegere metrolijn 3, en in 1933 werd het onderdeel van het gedeelte Catalunya-Arc de Triomf van L1. Vanaf Plaça Urquinaona en Carrer de Jonqueres zijn er ingangen naar het station.